# Biblioteca nazionale norvegese
La Biblioteca nazionale norvegese (in norvegese Nasjonalbiblioteket) è la biblioteca nazionale della Norvegia.
Fondata nel 1989, è ubicata sia ad Oslo che a Mo i Rana.
L'obiettivo posto dall'istituzione norvegese è, come riporta lo slogan preservare il passato per il futuro, preservare, conservare e porre a disposizione della comunità i libri pubblicati in Norvegia.